# Guido Bonino (politico 1931)
Guido Bonino (Savigliano, 11 maggio 1931 – Borgo San Dalmazzo, 27 maggio 2022) è stato un politico italiano.

## Biografia
Nato a Savigliano nel 1931, è stato consigliere amministrativo dell'ospedale Santa Croce (1968-1973) e del Carle (1973-1977), oltre che consigliere della Cassa di risparmio di Cuneo dal 1970 al 1975.
Iscritto alla Democrazia Cristiana, prese parte alla vita amministrativa della città e fu sindaco di Cuneo dal 1976 al 1980. Venne eletto più volte consigliere provinciale, ricoprendo la carica di presidente della Provincia di Cuneo dal 1985 al 1988, e di assessore dal 1990 al 1993. Eletto in Regione, sedette tra i banchi del Consiglio regionale del Piemonte dal 1988 al 1990, e poi di nuovo dal 1993 al 1995 nella veste di assessore alla sanità. Dal 1998 al 2000 è stato nuovamente consigliere comunale a Cuneo.
È deceduto il 27 maggio 2022 presso la casa di riposo di Borgo San Dalmazzo, poche settimane dopo aver compiuto 91 anni